# Miguel Ángel Chávez Díaz de León
Miguel Ángel Chávez Díaz de León (Ciudad Juárez, Chihuahua, 6 de octubre de 1962) es un escritor y periodista mexicano. 

## Trayectoria
Egresó como Licenciado en Ciencias de la Comunicación de la Universidad Autónoma de Chihuahua.
Ha publicado En este rincón duerme la duquesa (1984). Este lugar sin sur (1987). Vhala blues para saxofones (1989) y Los ángeles también van de cacería (2005). Fue periodista de los diarios Norte y El Diario de Juárez. Su obra poética se ha publicado en varias revistas del país como Tierra Adentro, Azar y Día Siete.
Recibió el Premio Binacional de Poesía Frontera-Ford Pellicer Frost 1998, por Crónicas de los hombres y las tierras del norte, y una mención honorífica en el Premio Chihuahua 1999. En 2008 ganó el Premio Nacional de Periodismo de México por su crónica El dulce encanto de mi embolia.
En mayo del 2009 publicó Poemas completos de libros inconclusos. En 2010 publicó junto a seis periodistas La Guerra por Juárez. En 2011 editó el libro Rostro y voces de víctimas de la violencia en Ciudad Juárez.
Textos suyos fueron incluidos en la antología Tan lejos de Dios. Poesía mexicana en la frontera norte, editado en España. En 2011 colaboró en el libro colectivo ¡Sexo a la mexicana! y más historias del país de la eterna crisis. 
En 2012 la Universidad Veracruzana y el Instituto Chihuahuense de la Cultura publicaron Obra reunida (1984-2009), que incluye sus cinco libros de poesía.
En 2013 publicó en editorial Océano su primera novela, Policía de Ciudad Juárez.

## Obras
Poesía
- En este rincón duerme la Duquesa (Praxis/Dosfilos/UAZ, 1984)
- En este lugar sin sur (Boldó I Clement, 1989)
- Vhala blues para saxofones (Boldó I Clement, 1992)
- Los ángeles también van de cacería (Puentelibre Editores, (La Antesala del Cocodrilo), 2006)
- Poemas completos de libros inconclusos (Ediciones Sin Nombre/Ediciones Nod (Voces Interiores), 2009)
- Obra reunida (1984-2009) (UV/ ICHICUL, 2011)

Novela
- Policía de Ciudad Juárez (Océano, 2012)